# L’Artibonite
L'Artibonite (hait. Latibonit) – miasto w Haiti; w departamencie Artibonite; 27 tys. mieszkańców (2006). ośrodek przemysłowy.